# Toyota RAV4
Toyota RAV4 – samochód osobowy typu SUV produkowany pod japońską marką Toyota od 1994 roku. Wraz z kolejnymi wcieleniami RAV4 wyewoluowała z miejskiego, przez kompaktowego do SUV-a klasy średniej. Od 2025 roku produkowana jest szósta generacja pojazdu. Na świecie sprzedano łącznie ponad 10 mln egzemplarzy modelu.

## Pierwsza generacja
Toyota RAV4 I po raz pierwszy została zaprezentowana w 1994 roku. Samochód oparto na platformie Toyoty Corolli VII.

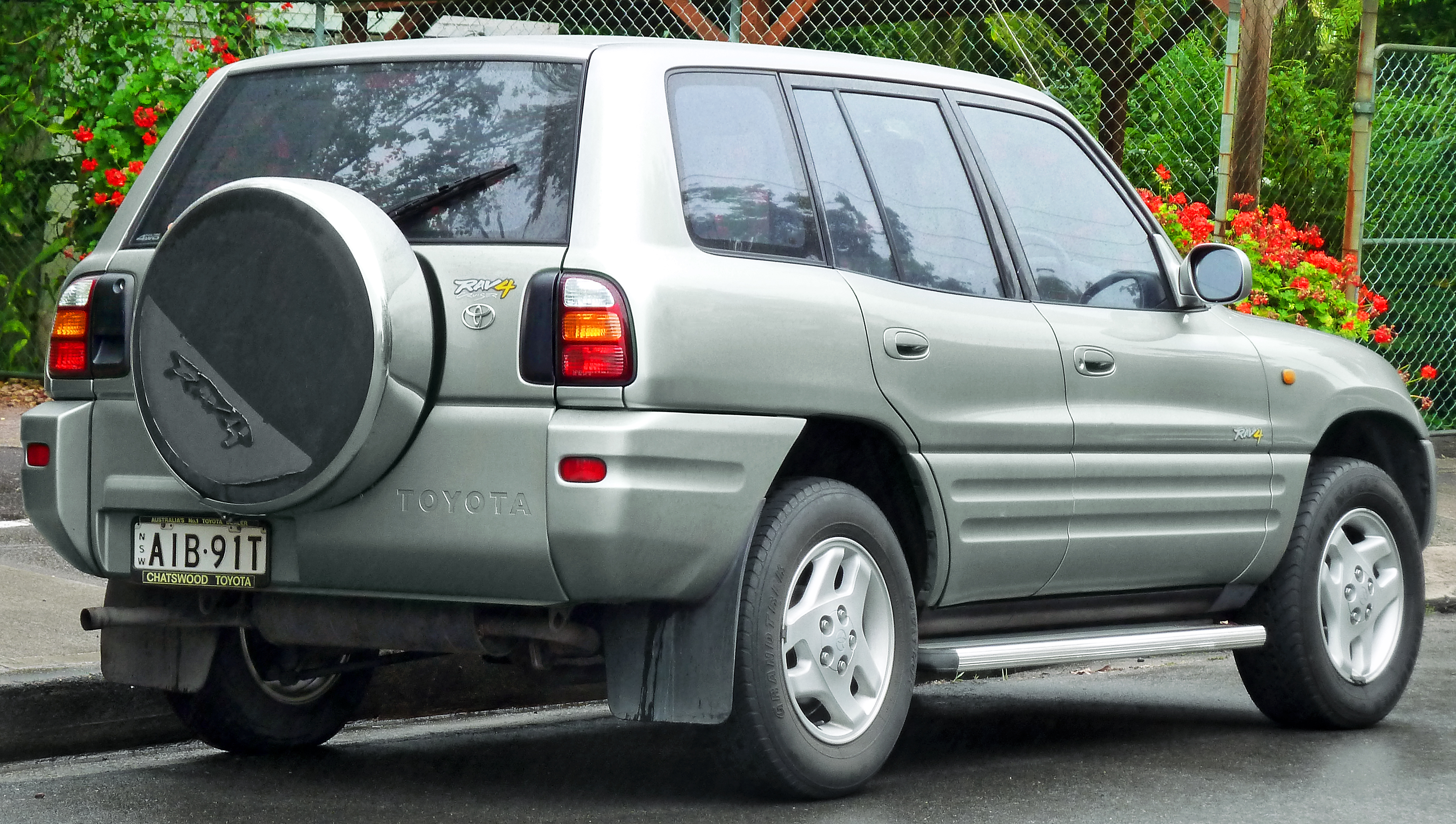
Pięciodrzwiowa Toyota RAV4 I – tył

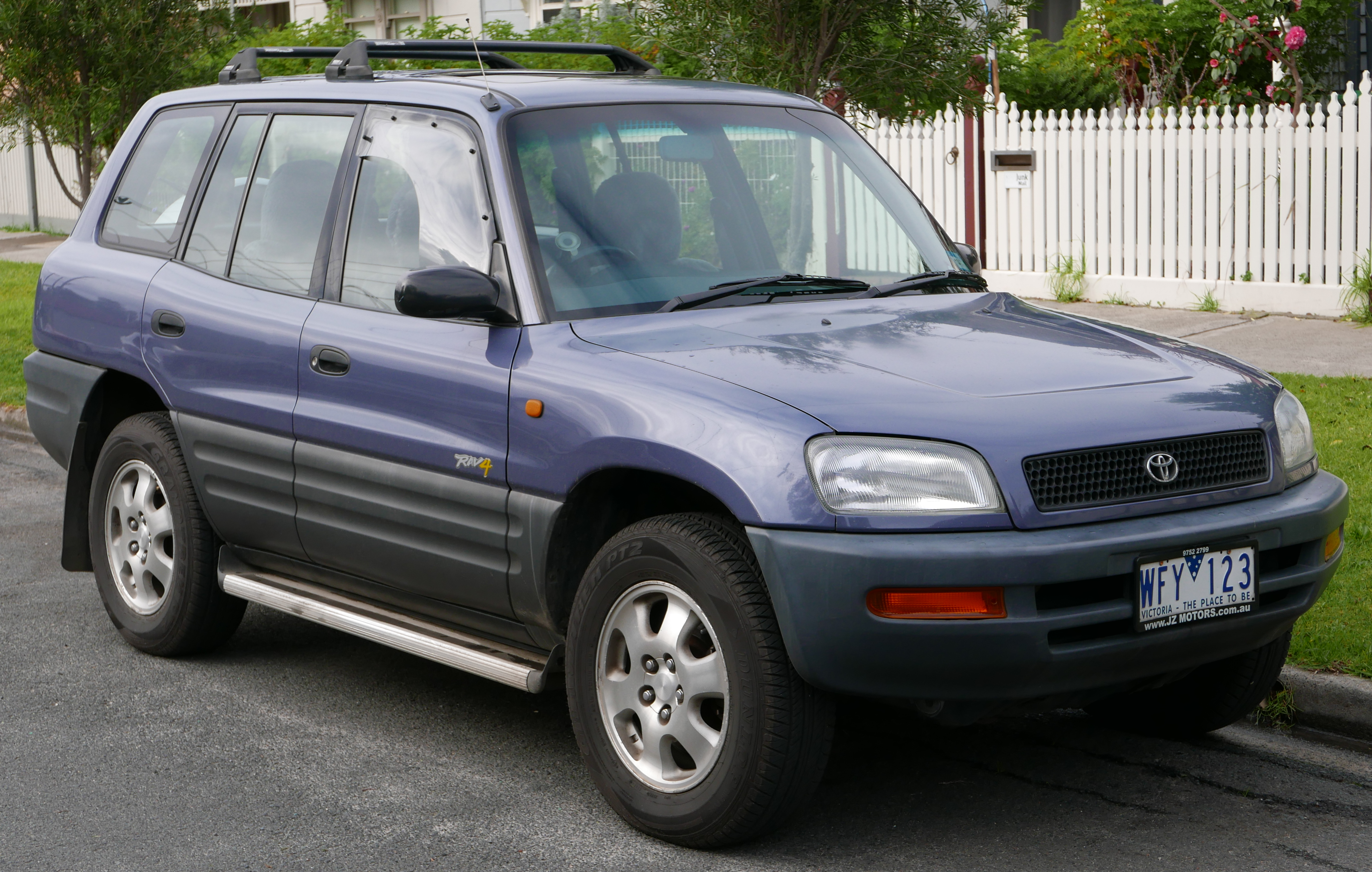
Pięciodrzwiowa Toyota RAV4 I przed liftingiem

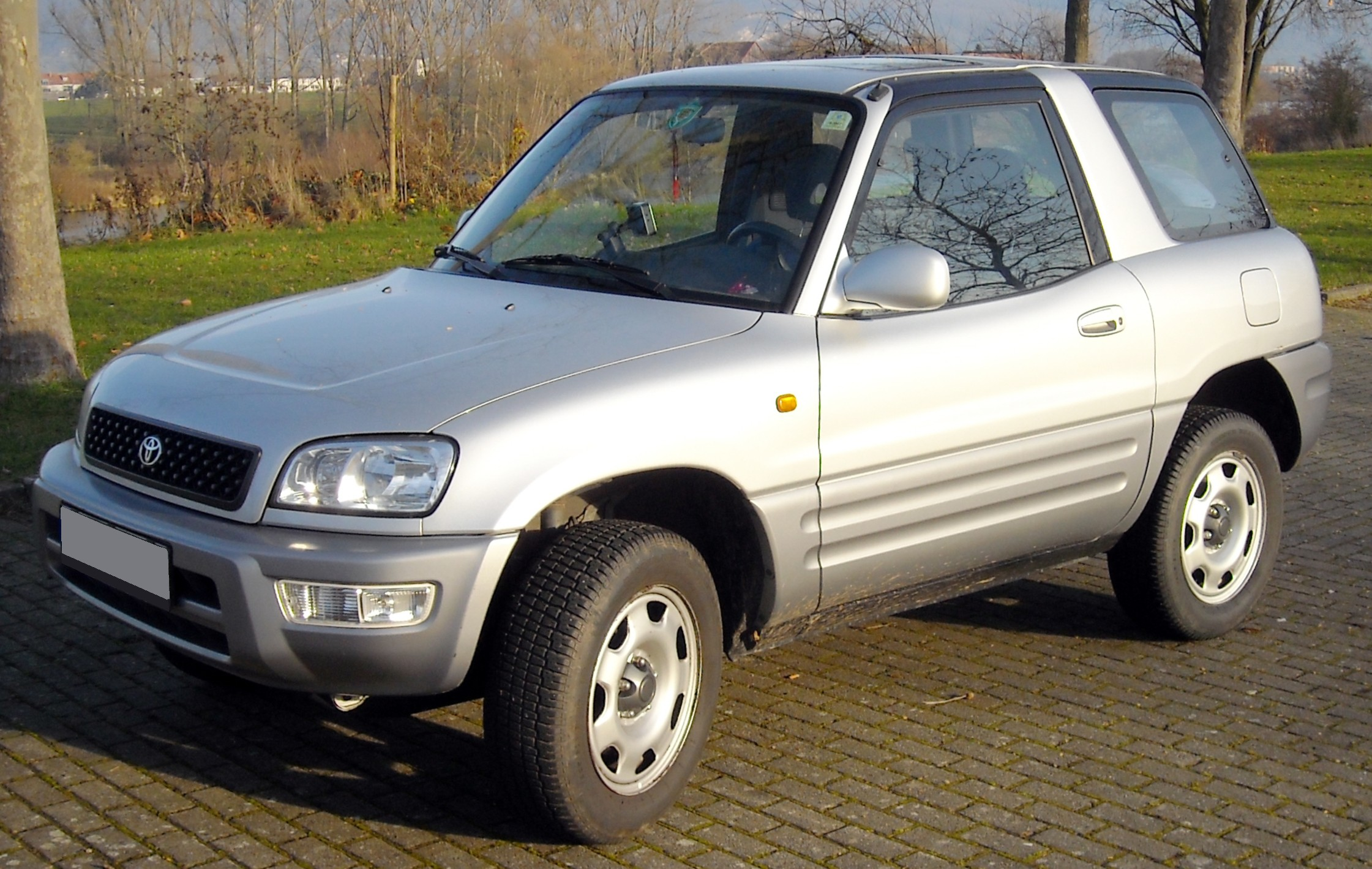
Trzydrzwiowa Toyota RAV4 I po liftingu

Na początku 1998 roku pojazd przeszedł lifting obejmujący głównie wygląd pasa przedniego i wypełnienie tylnych świateł.
Jedną z wersji pojazdu była Toyota RAV4 EV – samochód z całkowicie elektrycznym napędem, nie wydzielający żadnych spalin. Był on sprzedawany w małych liczbach w Kalifornii. Samochody te miały akumulatory, z gwarancją na przejechanie 60 000 mil.

## Druga generacja
Toyota RAV4 II została zaprezentowana w 2000 roku. Podobnie jak poprzednia wersja, także była produkowana na platformie Toyoty Corolli.

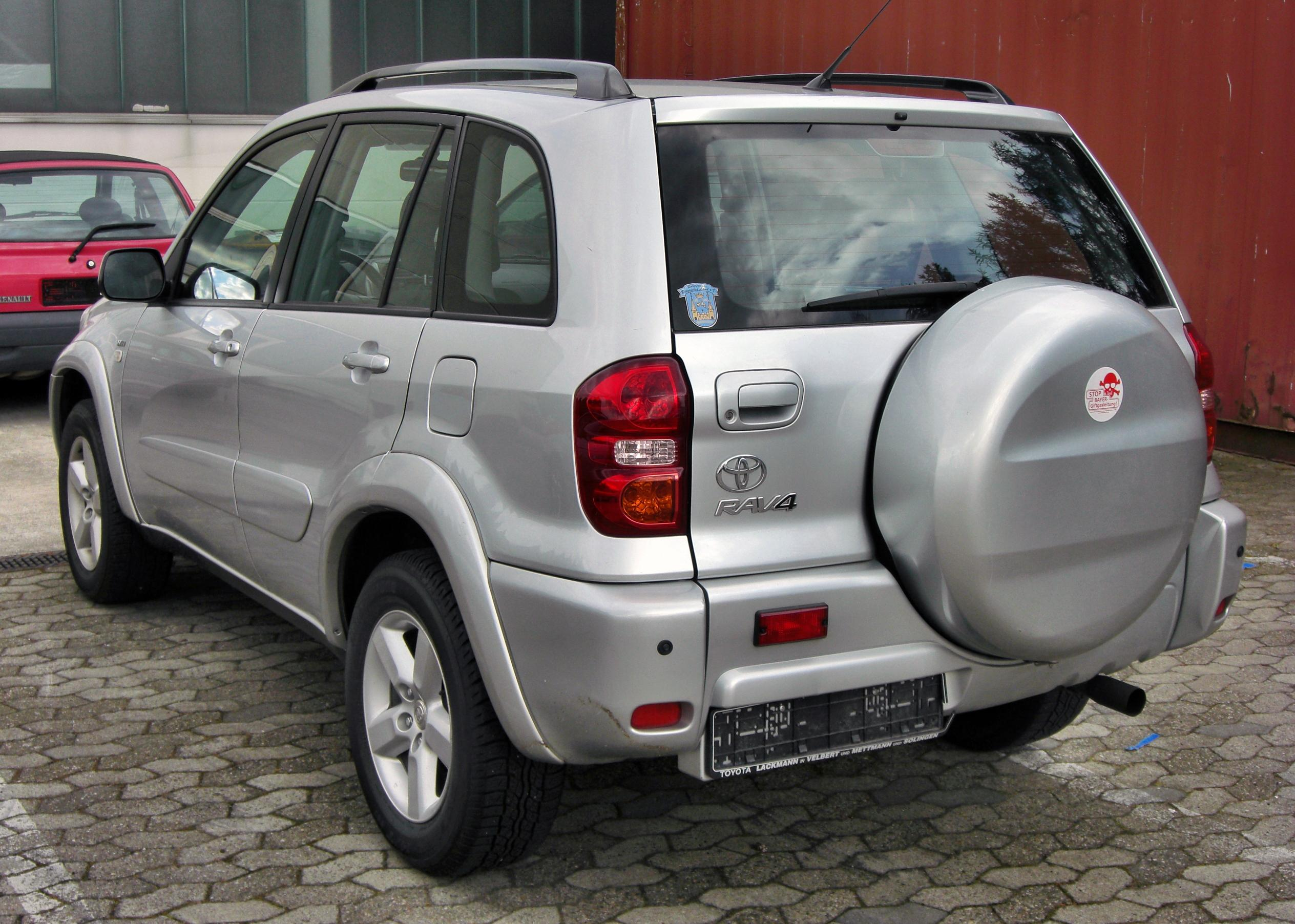
Pięciodrzwiowa Toyota RAV4 II – tył

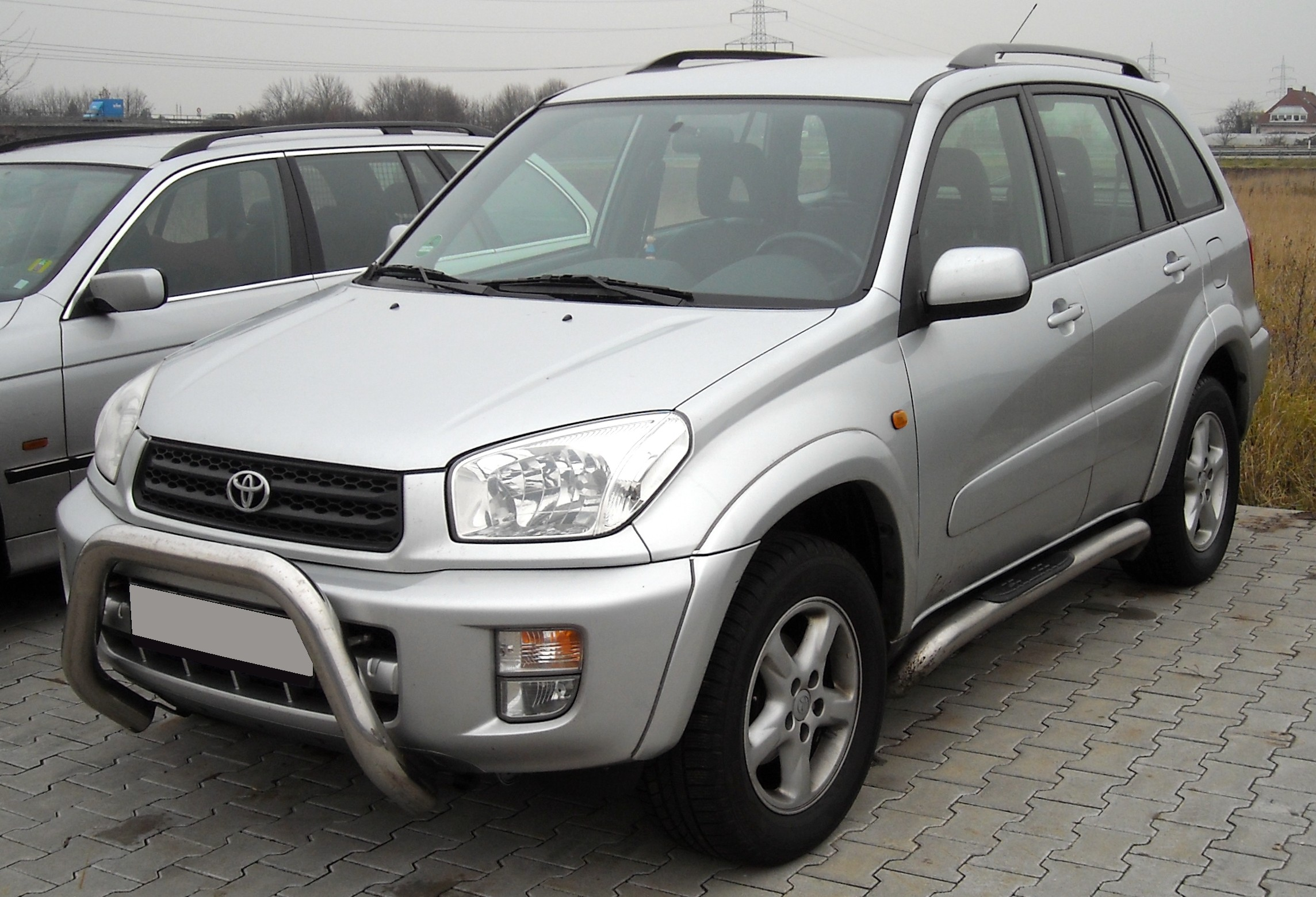
Pięciodrzwiowa Toyota RAV4 II przed liftingiem

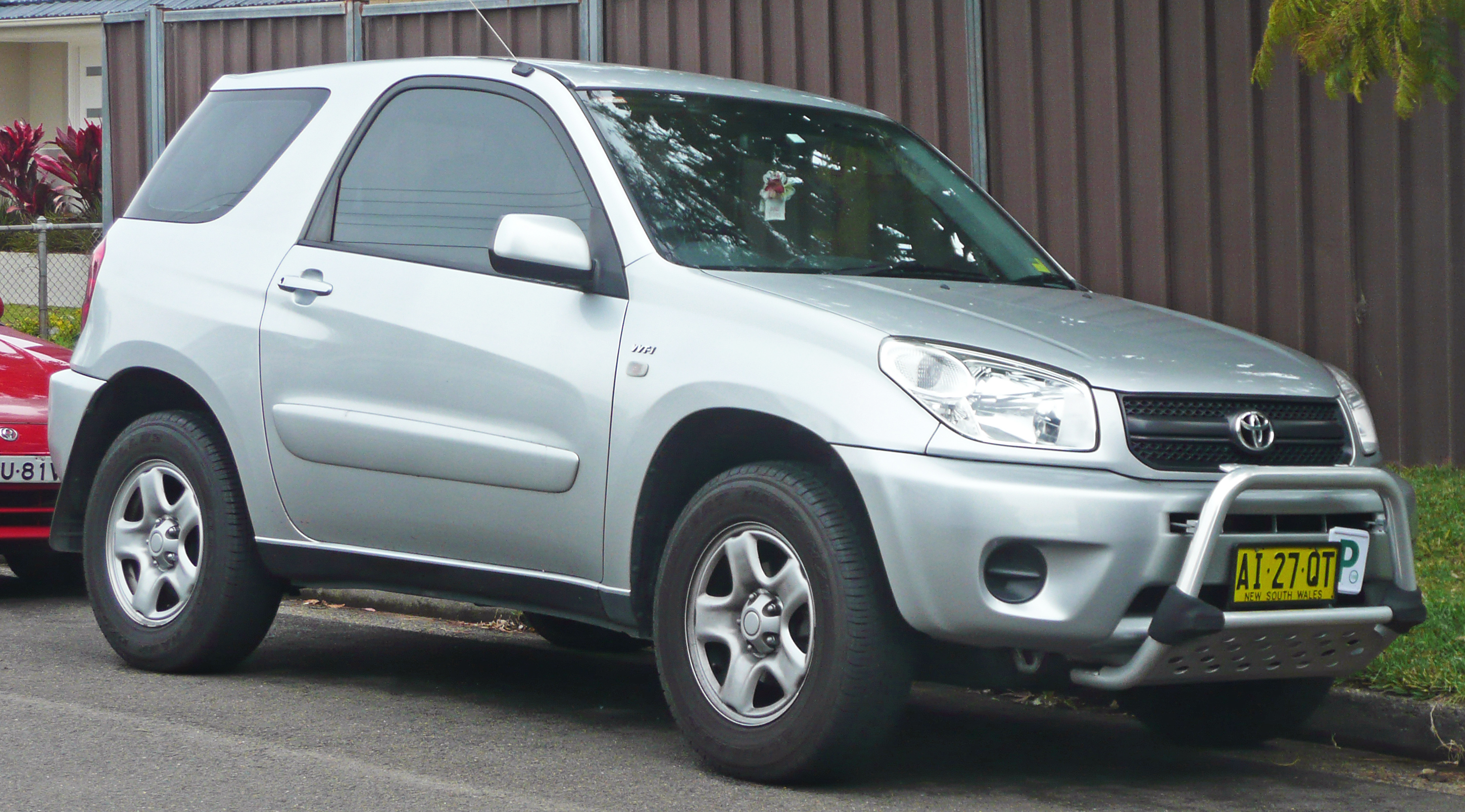
Trzydrzwiowa Toyota RAV4 II po liftingu

W Europie i Azji RAV4 dostępna była w wersji także 3-drzwiowej, na rynku amerykańskim dostępna była z kolei tylko w wariancie 5-drziowym. Gama silników składała się z jednostek 1.8 (z napędem przednim) oraz 2.0 (diesel i benzynowy, napęd 4x4). Niektóre samochody posiadały ABS, ESP, klimatyzację, tempomat, elektryczne szyby oraz elektryczne lusterka.
W 2003 samochód poddano liftingowi, na rynku amerykańskim zamiast silnika 2.0 standardem był silnik 2.4. Druga generacja RAV4 zdobyła dużą popularność w Australii, gdzie był najlepiej sprzedającym się SUV-em w roku 2001 oraz najlepiej sprzedającym się kompaktowym SUV-em w roku 2004.
Drugie wcielenie RAV4 to ostatni model z serii wymiarami kwalifikujący się do segmentu miejskich SUV-ów, po raz ostatni w gamie pojawiła się także wersja 3-drzwiowa.

### Toyota RAV4 EV II
W listopadzie 2010 roku zaprezentowano Toyotę RAV4 EV drugiej generacji o zasięgu około 160 km. Napęd elektryczny o mocy 115 kW/156 KM oraz pakiet akumulatorów o pojemności niecałe 42 kWh, masie 380 kg i maksymalnej mocy wyjściowej 129 kW został przygotowany przez firmę Tesla Motors.
Masa pojazdu wynosi około 1830 kg, o 200 kg więcej niż napędzany na przednie koła RAV4 z silnikiem V6. Samochód pracuje w dwóch trybach: Normal i Sport. Maksymalny moment obrotowy wynosi odpowiednio 300 i 370 Nm, a maksymalna prędkość 137 i 160 km/h, przyspieszenie do 100 km/h około 7 sekund. Średni zasięg podawany przez Toyotę to 166 km, choć według amerykańskich norm EPA może wynieść nawet 182 km. Czas ładowania w stacji ładującej o mocy 40 A / 240 V wynosi 5 godzin w trybie standardowym i 6 godzin dla rozszerzonego trybu, który dostarcza 9,6 kW przy 40 amperach, co da czas ładowania wynoszący zaledwie 6 godzin do całkowitego naładowania pakietu.

## Trzecia generacja
Toyota RAV4 III została zaprezentowana po raz pierwszy w 2005 roku.

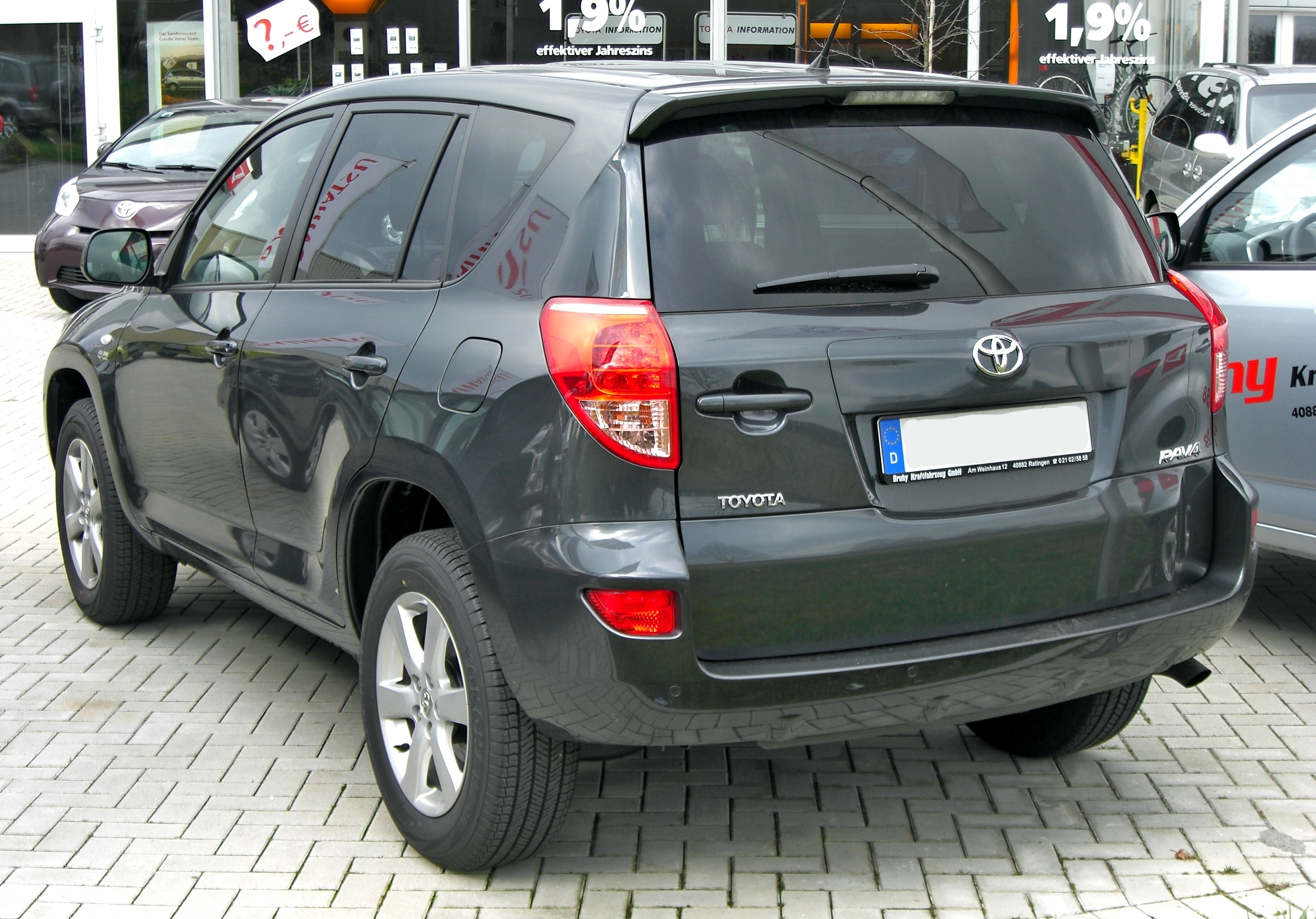
Toyota RAV4 III – tył

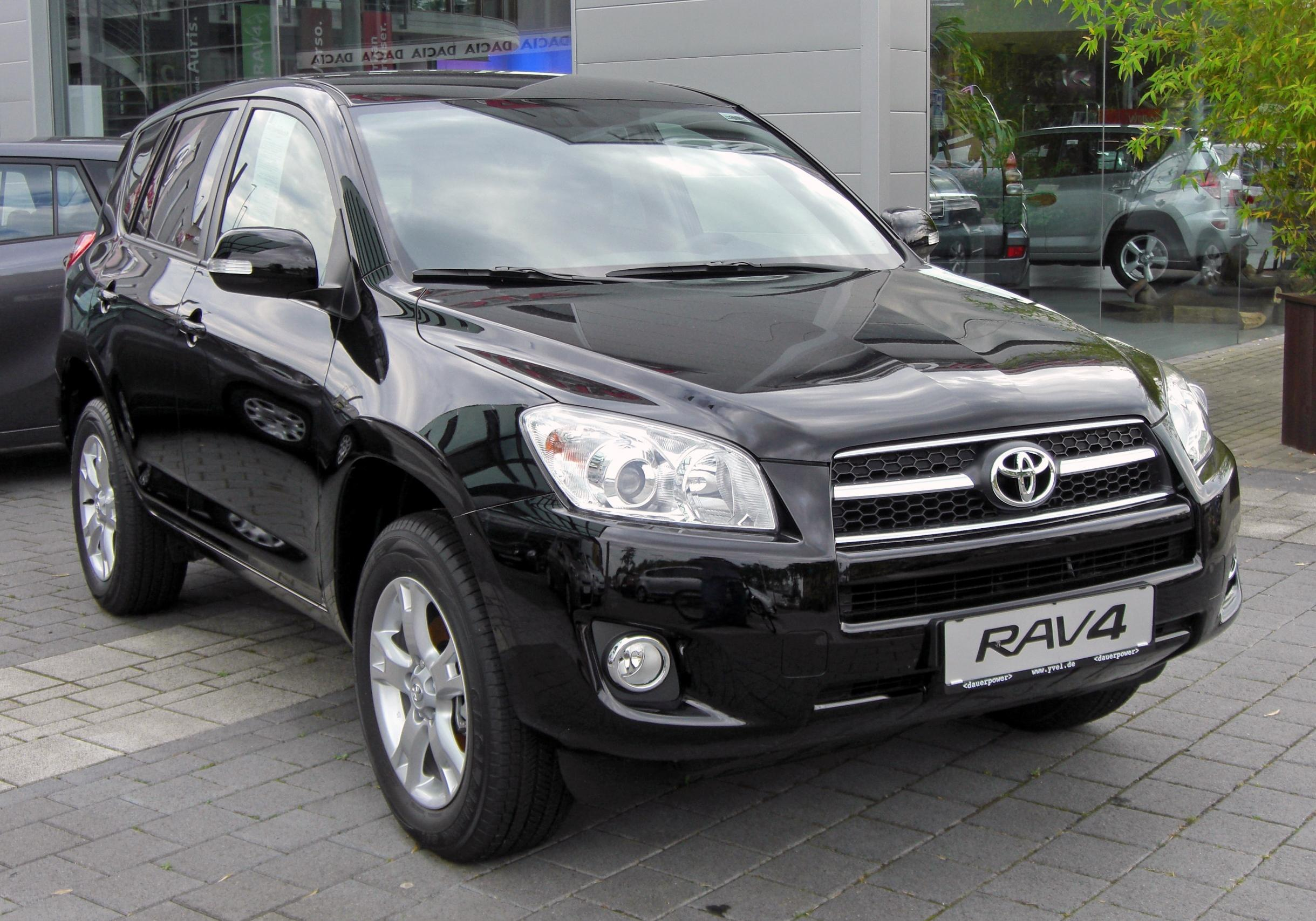
Toyota RAV4 III po pierwszym liftingu

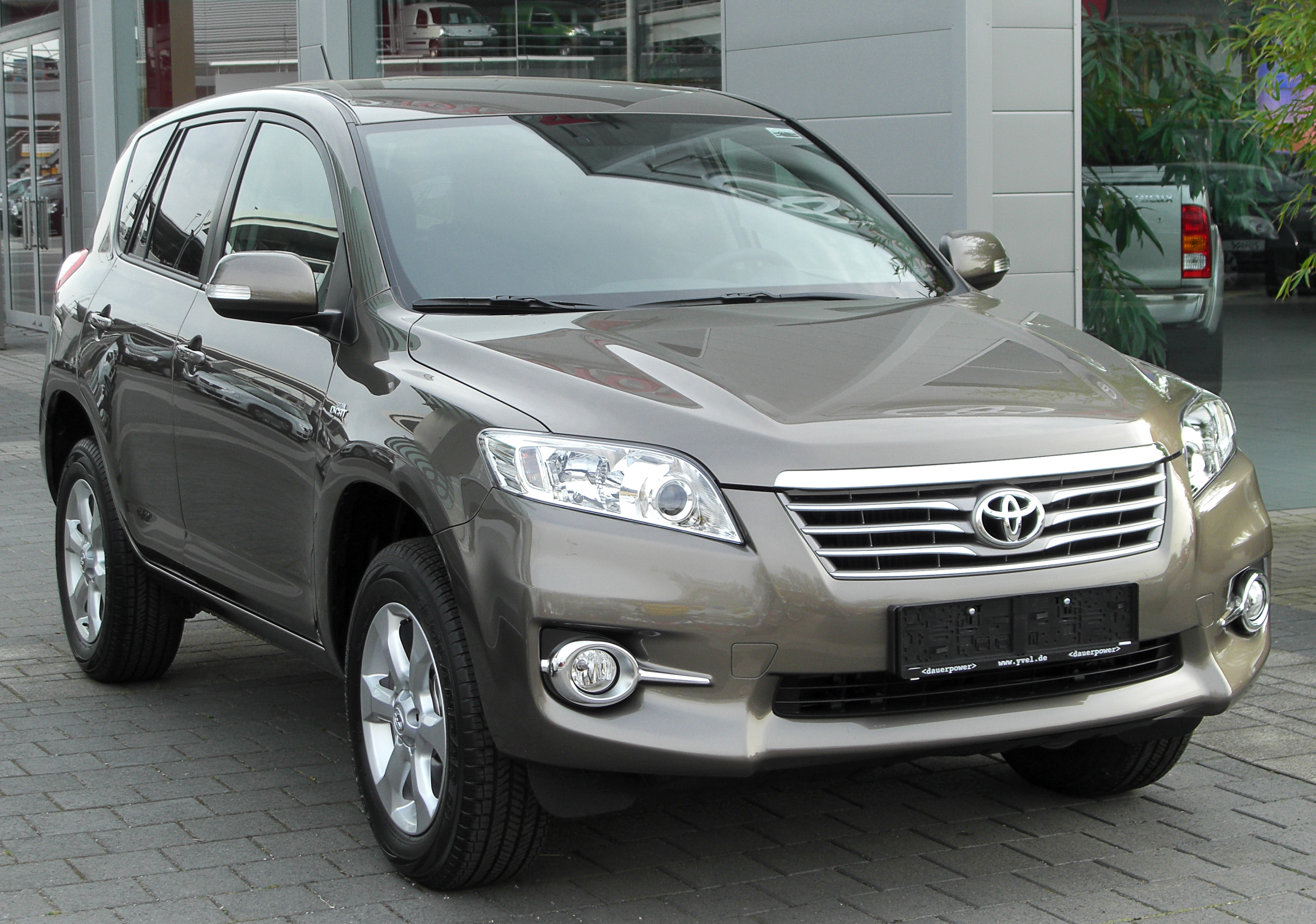
Toyota RAV4 III po drugim liftingu

Wygląd trzeciej generacji samochodu różnił się od poprzednich wersji, został on stworzony na nowej platformie. Tylko na rynek amerykański wprowadzono nową wersję silnika – 3.5 V6 z Toyoty Avalon. W tej wersji pojawił się także trzeci rząd siedzeń, przeznaczony głównie dla małych dzieci, jednak pojazdy w takiej wersji dostępne są tylko na rynku amerykańskim. Pod względem rozstawu osi konstruowane są dwie wersje RAV4: krótki rozstaw osi – wersja przeznaczona na rynek azjatycki i europejski oraz długi rozstaw osi – wersja przeznaczona na rynek amerykański i australijski. Samochody przeznaczone na rynek amerykański, produkowane były w Tahara (Aichi), a od 2008 roku w Woodstock (Ontario) w Kanadzie.
W 2008 roku przeprowadzono w tym modelu lifting. Zmianom poddano tylne lampy i zderzak. Oprócz tego we wnętrzu zmieniono kierownicę i przeniesiono koło zapasowe z tylnej klapy.
W kwietniu 2010 roku pojazd został ponownie zmodernizowany. Zmieniony został m.in. przód, w tym maska, reflektory, kratki i światła przeciwmgielne, przedni zderzak.

### Silniki
| Oznaczenie               | Lata               | Model                                 | Moc                                 | Maksymalny moment obrotowy      |
| ------------------------ | ------------------ | ------------------------------------- | ----------------------------------- | ------------------------------- |
| 1AZ-FE (2.0 VVT-i)       | 2005−2012          | 2,0 l (1998 cm³), (86 × 86 mm) R4     | 152 KM (112 kW), przy 6000 obr./min | 194 Nm, przy 4000 obr./min      |
| 1AZ-FE (2.0 VVT-i)       | 2007MY-2008MY (UK) | 2,0 l (1998 cm³), (86 × 86 mm) R4     | 152 KM (112 kW), przy 6000 obr./min | 194 Nm, przy 4000 obr./min      |
| 2AZ-FE                   | 2005−2012          | 2,4 l (2362 cm³), (88,5 × 96 mm) R4   | 170 KM (125 kW), przy 6000 obr./min | 224 Nm, przy 4000 obr./min      |
| 2AR-FE                   | 2009MY-2012        | 2,5 l (2494 cm³) R4                   | 181 KM (133 kW), przy 6000 obr./min | 233 Nm, przy 4000 obr./min      |
| 2GR-FE                   | 2005−2012          | 3,5 l (3456 cm³), (94 × 83 mm) V6     | 273 KM (201 kW), przy 6200 obr./min | 333 Nm, przy 4700 obr./min      |
| 3ZR-FAE (2.0 Valvematic) | 2008−2012          | 2,0 l (1987 cm³), (80,5 × 97,6 mm) R4 | 158 KM (116 kW), przy 6200 obr./min | 198 Nm, przy 4400 obr./min      |
| 2.0 D-4D                 | 2005−2006MY        | 2,0 l (1995 cm³), (82,2 × 94 mm) R4   | 116 KM (85 kW), przy 4000 obr./min  | 250 Nm, przy 1800-3000 obr./min |
| 2.2 D-4D Diesel          | 2007MY-2008MY      | 2,3 l (2231 cm³), (86 × 96 mm) R4     | 136 KM (100 kW), przy 3600 obr./min | 310 Nm, przy 2000–2800 obr./min |
| 2.2 D-4D Diesel 180 (UK) | 2007MY             | 2,3 l (2231 cm³), (86 × 96 mm) R4     | 177 KM (130 kW), przy 3600 obr./min | 400 Nm, przy 2000–2600 obr./min |
| 2.2 D-4D, 2.2 D-CAT (UK) | 2008−2012          | 2,3 l (2231 cm³), (86 × 96 mm) R4     | 150 KM (110 kW), przy 3600 obr./min | 340 Nm, przy 2000–2800 obr./min |
| 2.2 D-CAT                | 2008−2012          | 2,3 l (2231 cm³), (86 × 96 mm) R4     | 177 KM (130 kW), przy 3600 obr./min | 400 Nm, przy 2000–2800 obr./min |

## Czwarta generacja
Toyota RAV4 IV została zaprezentowana podczas targów motoryzacyjnych w Los Angeles w 2012 roku. Po raz pierwszy RAV4 stał się tak dużym samochodem – SUV-em klasy średniej.

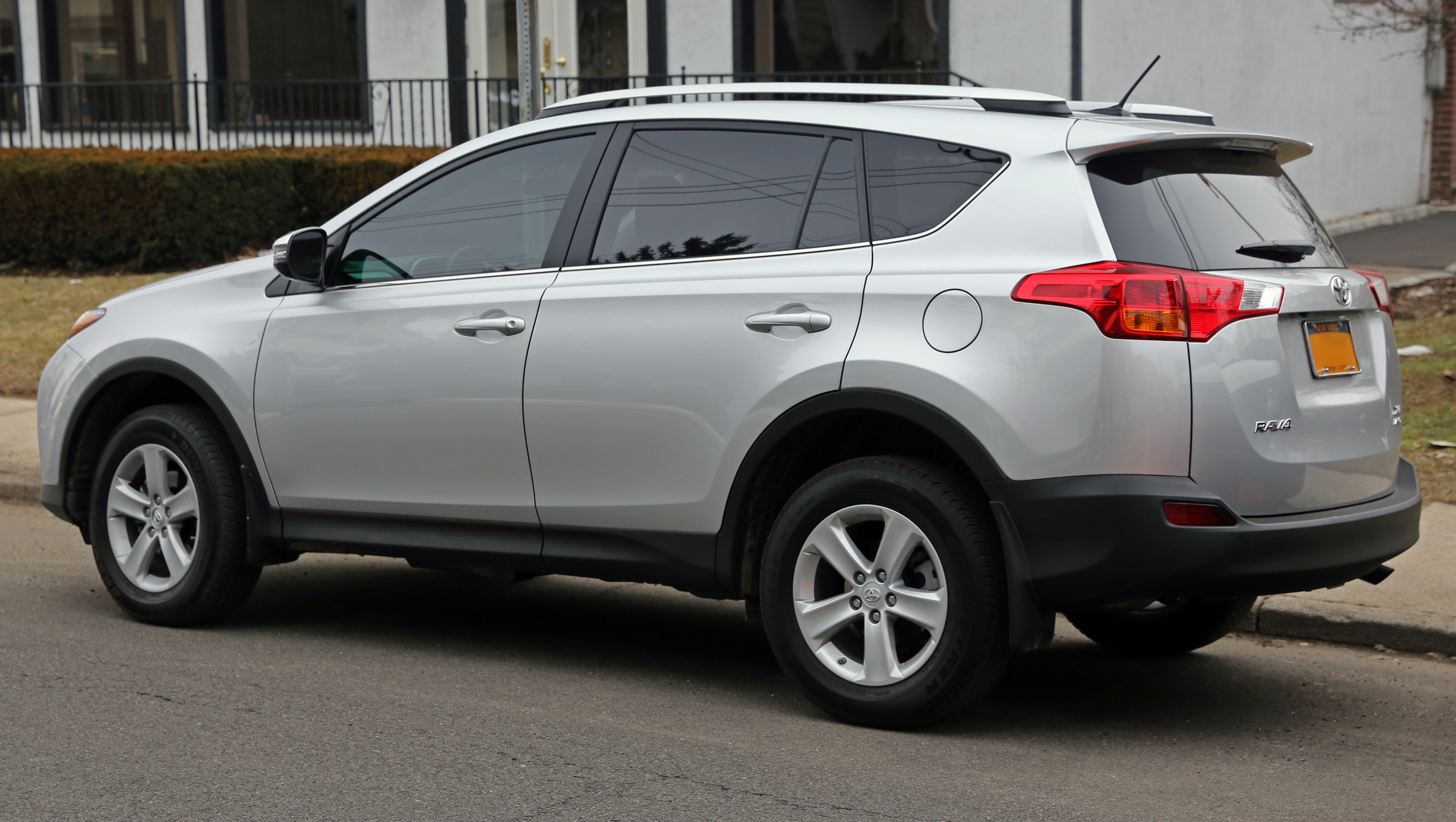
Toyota RAV4 IV – tył

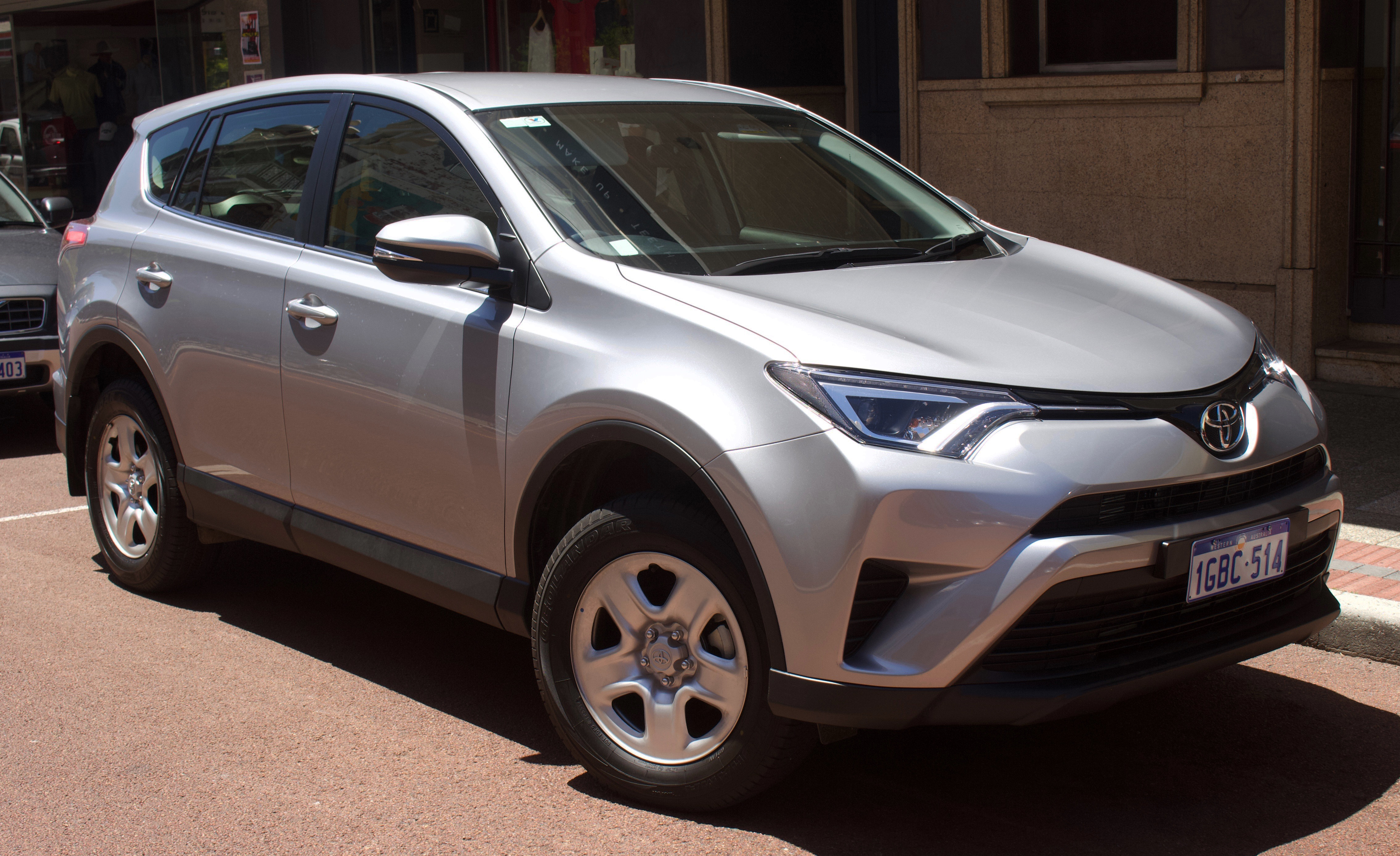
Toyota RAV4 IV po liftingu

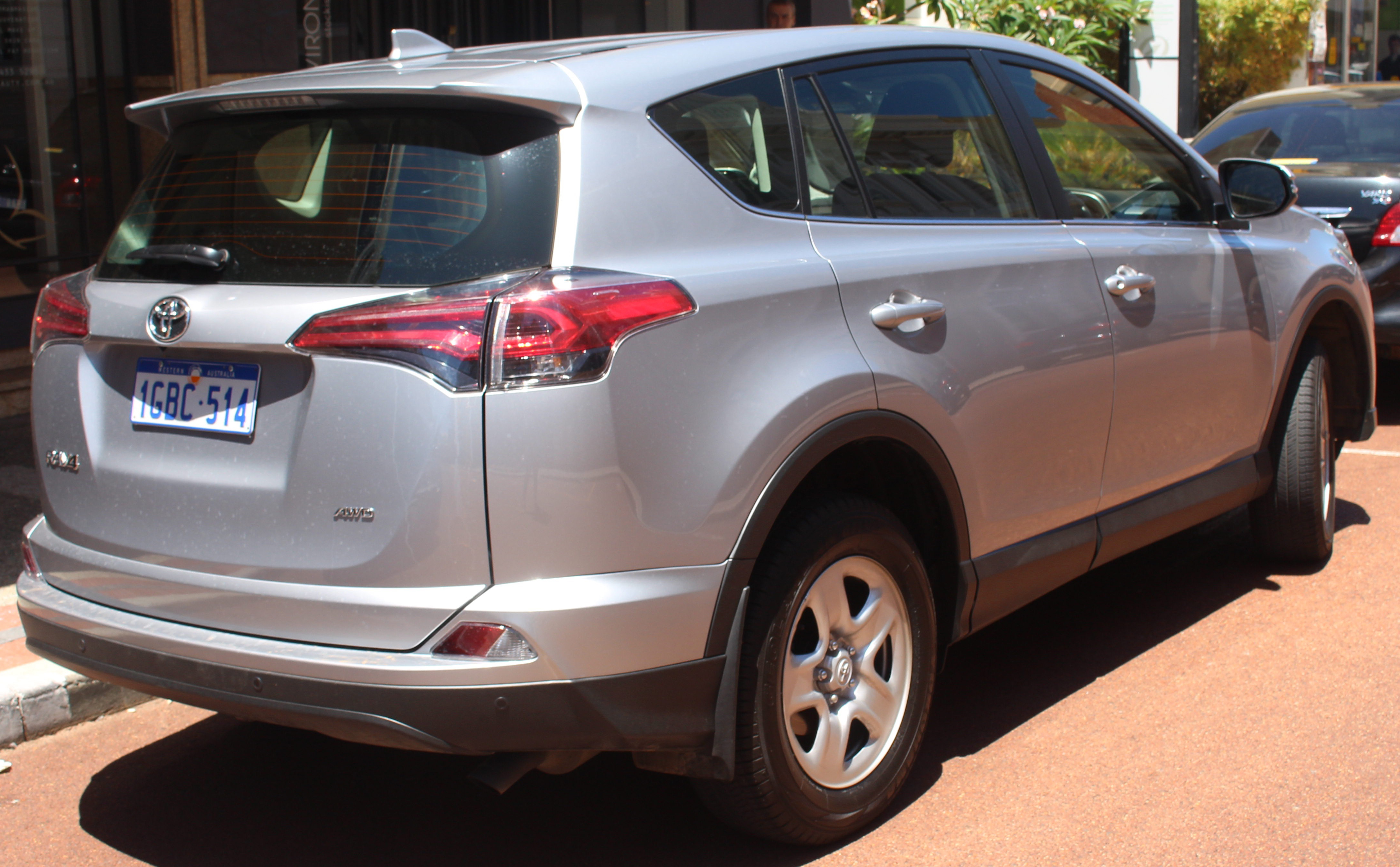
Toyota RAV4 IV – tył po liftingu

Nadwozie pojazdu zostało zaprojektowane zgodnie z nowym stylem pojazdów Toyoty. Auto jest większe od swojego poprzednika. Jest to pierwsza generacja pojazdu z otwieraną tylną klapą bagażnika jak w standardowych pojazdach, tj. ku górze. Na uwagę zasługuje również nowy system napędu na cztery koła Integrated Dynamic Drive System, który potrafi rozdzielać moc pomiędzy przednią a tylną osią w proporcjach od 100:0 do 50:50. W normalnych warunkach drogowych napęd kierowany jest w pełni na przednią oś by oszczędzać paliwo, zaś w momencie, gdy warunki ulegają pogorszeniu, system przekazuje napęd również na tylną oś.

### Wersje wyposażeniowe
- Active
- Premium
- Premium Tech
- Premium Executive
- Prestige
- Prestige Safety
- 20th Anniversary

Standardowe wyposażenie pojazdu obejmuje komplet poduszek powietrznych, kamerę cofania, 6,1-calowy wyświetlacz, ESP, klimatyzację automatyczną, elektryczne sterowanie szyb, elektryczne sterowanie lusterek, tempomat.

### Lifting
W kwietniu 2015 roku na Salonie Samochodowym w Nowym Jorku zaprezentowano RAV4 po liftingu serii XA40. Samochód jest dłuższy o 35 mm i ma 4605 mm długości. Ma przeprojektowane zderzaki i atrapę chłodnicy, nowy kształt świateł z przodu i z tyłu. Pewne modyfikacje pojawiły się również we wnętrzu. Na desce rozdzielczej pojawił się ekran TFT. RAV4 otrzymał pakiet Toyota Safety Sense P wykorzystujący kamerę i radar.

#### Napędy
Największą nowością jest wprowadzenie wersji hybrydowej, która napędzana jest pracującym w cyklu Atkinsona silnikiem benzynowym 2,5 l i dwoma elektrycznymi. RAV4 Hybrid ma moc 197 KM (145 kW), zużywa 5,1 l/100 km benzyny i ma emisję 115 g/km CO
2 (dane oficjalne). RAV4 Hybrid może mieć napęd 4x4 za sprawą silnika elektrycznego o mocy 50 kW, umieszczonego z tyłu i napędzającego tylne koła.
Nowy, opracowany we współpracy z BMW silnik wysokoprężny 2.0 D-4D ma moc 143 KM i moment obrotowy 320 Nm w zakresie 1750–2250 obr./min. Silnik jest wyposażony w turbinę i system Start&Stop. Współpracuje z 6-stopniową manualną skrzynią biegów i napędza przednią oś. Oficjalne zużycie paliwa wynosi 4,7 l/100 km.
Zmodernizowany silnik benzynowy 2.0 Valvematic (152 KM/195 Nm) z systemem Start&Stop jest dostępny z manualną lub automatyczną skrzynią biegów i napędem 4x4.

#### Rankingi i nagrody
W październiku 2016 RAV4 został uznany za najbardziej niezawodne auto na amerykańskim rynku w segmencie kompaktowych SUV-ów w rankingu niezawodności amerykańskiej organizacji konsumenckiej Consumer Reports.

#### Wersje wyposażeniowe dostępne w polskich salonach
- Active
- Premium
- Premium Hybrid
- Style
- Style Hybrid
- Prestige
- Prestige Hybrid[12]
- Selection (od czerwca 2017 roku). Wersja pozycjonowana między Premium z pakietem Style a wersją Prestige, dostępna w dwóch kolorach nadwozia – Selection Platinum i Selection Azure[13]

## Piąta generacja

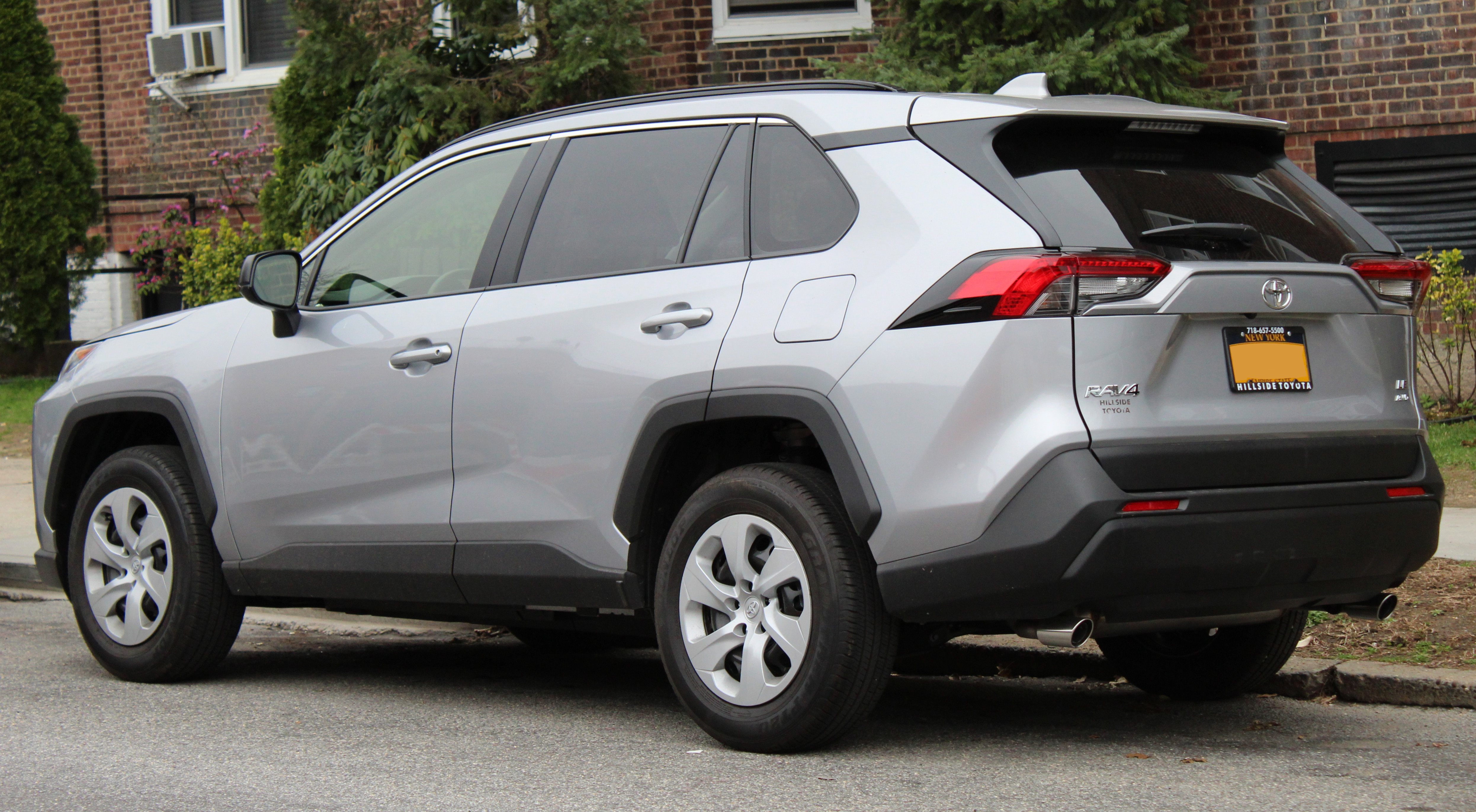
Toyota RAV4 V – tył

Toyota RAV4 V została zaprezentowana 28 marca 2018 r podczas targów w Nowym Jorku, a jej europejska premiera nastąpiła w październiku tego samego roku w Paryżu.
Nowa generacja stała się nieznacznie większa, jednocześnie zyskując nieznacznie krótsze nadwozie. Stylistyka nawiązuje do konceptu FT-AC zaprezentowanego w grudniu 2017, a wnętrze w swojej estetyce reprezentuje aktualny styl marki znany już z modelu C-HR. Odznacza się dużym ekranem dotykowym do sterowania systemem multimedialnym i zminimalizowaną zarazem liczbą przełączników.
RAV4 piątej generacji oparta jest na platformie GA-K z serii TNGA (na której oparte są m.in. ósma generacja Toyoty Camry i Lexus ES 7. generacji). Inne modele opracowane w architekturze TNGA to Toyota CH-R, Toyota Corolla XII, Toyota Prius IV, Lexus LS i Lexus LC. Na europejskim rynku samochód jest dostępny w dwóch odmianach silnikowych – z konwencjonalną jednostką benzynową 2.0 oraz nowym układem hybrydowym. Hybrydową RAV4 wyposażono w silnik benzynowy o pojemności 2,5 l i silnik elektryczny, a łączna moc całego układu to 218 KM (w odmianie przednionapędowej) i 222 KM (w wersji AWD). RAV4 jest również pierwszą Toyotą wyposażoną w nową, rozbudowaną wersję pakietu systemów bezpieczeństwa czynnego Toyota Safety Sense. SUV jest również pierwszym samochodem Toyoty wyposażonym w wirtualne lusterko wsteczne.
W 2019 roku Toyota RAV4 zdobyła maksymalny wynik 5 gwiazdek w testach zderzeniowych Euro NCAP. Auto otrzymało ocenę 93% w zakresie ochrony dorosłych, 87% w przypadku dzieci, a na 85% oceniono jego możliwości w kategorii bezpieczeństwa pieszych.   
W 2020 roku zadebiutował bliźniaczy dla RAV4 model Suzuki Across. Pojazd występuje wyłącznie w wersji hybrydowej plug-in.   

### Toyota RAV4 Plug-in Hybrid
W styczniu 2020 roku na targach motoryzacyjnych w Los Angeles zadebiutowała Toyota RAV4 z napędem hybrydowym plug-in o mocy 306 KM. Jej nazwa w Europie to RAV4 Plug-in Hybrid, a w USA – RAV4 Prime.
Jest to najmocniejsza wersja w historii modelu, dostępna wyłącznie z napędem na 4 koła AWD-i. Układ hybrydowy składa się z benzynowego silnika 2,5 l Hybrid Dynamic Force, trzech silników elektrycznych (2 współpracujących z silnikiem benzynowym w napędzaniu przedniej osi i trzeci napędzający tylną oś), przekładni oraz baterii litowo-jonowej. Auto przyspiesza od 0 do 100 km/h w 6,1 sekundy (według danych producenta). Według wstępnej homologacji emisja CO
2 wynosi 128 g/km (według WLTP). Zasięg w trybie elektrycznym EV ma wynosić 60 km, co skutkuje średnim spalaniem na poziomie 5,7 l/100 km (w trybie mieszanym).

## Szósta generacja
Toyota RAV 4 VI została zaprezentowana wiosną 2025 roku. Po raz pierwszy nowa generacja ma w pełni zelektryfikowaną ofertę silnikową. W Europie sprzedaż modelu rozpocznie się na początku 2026 roku. Nowa generacja modelu bardziej przypomina obecne modele marki. Największą nowością jest 12,9-calowy ekran dotykowy do obsługi systemu informacyjno-rozrywkowego. 